# Cyanide and Happiness
Cyanide and Happiness (traducibile in italiano in Cianuro e Felicità) è un fumetto online scritto da Kris Wilson, Rob DenBleyker, Matt Melvin e Dave McElfatrick e pubblicato sul sito Explosm.net, creato il 9 dicembre 2004, che ospita il fumetto a partire dal 26 gennaio 2005. Il nome del webcomic deriva da una delle prime strisce della serie, in cui uno dei due protagonisti offre all'altro dello zucchero filato a base di "cianuro e felicità". Gli autori incoraggiano i fan ad inserire collegamenti diretti alle strisce che compaiono frequentemente in siti web (anche in social network come Myspace o LiveJournal), forum o blog. Secondo il loro parere il successo di Cyanide and Happiness deriva dalla natura controversa del fumetto.
Il sito è riuscito ad ottenere più di un milione di visitatori giornalieri (il 20 novembre 2006). Secondo Alexa l'home page del sito figura tra le duemila pagine più visitate del web. Il 19 settembre 2006 Joystiq, un blog riguardante i videogiochi, ha inserito in un sondaggio riguardante le strisce comiche preferite dai lettori Cyanide and Happiness, erroneamente intitolato Superjerk Returns. Il fumetto venne proclamato vincitore con il 30% dei voti, sbaragliando gli altri otto concorrenti. Gli autori hanno anche prodotto fumetti e spot televisivi per l'Orange Wednesdays della compagnia telefonica Orange, comparsi sul quotidiano The Sun.
Il fumetto presenta un umorismo nero, cinico, offensivo ed irriverente. Ironizza sui disabili, sullo stupro, sul cancro, sull'omicidio, sul suicidio, sulla religione, sull'aborto, sui disturbi mentali, sulla necrofilia, sulla pedofilia, sulla parafilia, sulle malattie sessualmente trasmissibili e sulle auto-mutilazioni. Include inoltre elementi di sessismo, di razzismo, di nichilismo e di violenza ma ha anche dei difetti.

## Storia

### Sticksuicide
Nel 1998, il californiano Matt Melvin creò un sito chiamato Sticksuicide. Ispirato al sito Stickdeath.com, conteneva animazioni in Flash di personaggi stilizzati. Tramite Newgrounds conobbe il texano Rob DenBleyker, un altro aspirante artista come lui. Matt propone di unirsi a lui per la lavorazione di Sticksuicide in un commento di un'animazione realizzata da Rob e quest'ultimo accetta.
Nei primi mesi del 2001 l'irlandese Dave McElfatrick, a soli 16 anni e con l'aiuto di un compagno di scuola, crea StickWars, altro sito basato su Stickdeath. I due siti si fusero nel primo nel 2003, quando fu chiuso il sito di Dave. Nel 2004 anche il progetto Sticksuicide fu definitivamente abbandonato.

### Explosm.net

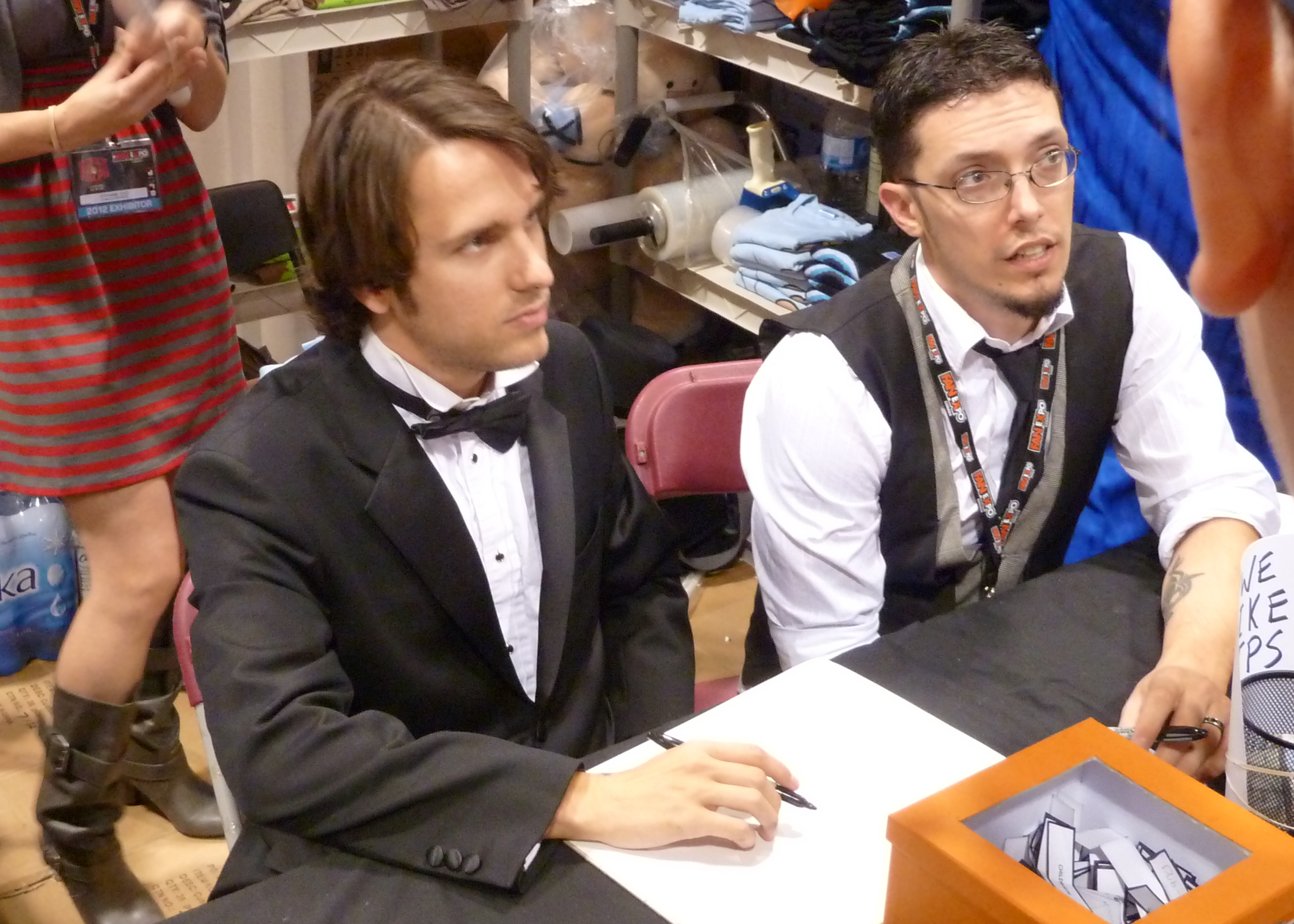
Rob DenBleyker e Shawn Coss, due degli autori di Cyanide and Happiness.

Cyanide and Happiness nacque come piccola serie di fumetti disegnata, prima a matita e poi al computer, dal sedicenne Kris Wilson. Kris, per mostrare i propri lavori, creò il sito web Comicazi e condivise i fumetti anche nel forum di Sticksuicide nei giorni in cui i tre webmaster annunciavano la chiusura del sito e l'inaugurazione di Explosm.net, nuovo sito non più interamente dedicato alle animazioni. Intuendo il potenziale dei fumetti di Kris, Matt, Rob e Dave ospitarono le strisce anche sul nuovo sito. Tenuto in vita da Matt, Rob, Dave, Kris e il moderatore del forum Lee Mulvey (noto con lo pseudonimo di "Kwanza") il sito presenta da allora, con frequenza giornaliera, una striscia, generalmente basata sullo stile di Kris, disegnata da uno dei quattro artisti.
Occasionalmente gli autori organizzano una "Guest Week". I lettori sono invitati ad inviare le proprie opere ai creatori del sito. Le migliori vengono pubblicate nel corso della settimana in sostituzione delle normali strisce. Tra i partecipanti è apparso anche AltF4 (pseudonimo di Shawn Vulliez) autore dell'animazione flash "Ultimate Showdown of Ultimate Destiny".
In altre occasioni dedicano una settimana di strisce ad un unico argomento: esempi sono la "Depressing Comic Week" (i fumetti hanno un finale deprimente) o la "Drug Experimentation Week" (i personaggi fanno uso di sostanze stupefacenti).
Il 14 ottobre 2007 Rob ha pubblicato un articolo in cui annuncia la creazione di un progetto che abbia lo scopo di tradurre il fumetto. Successivamente ha affermato che 1300 volontari si sono offerti di partecipare per la traduzione in più di 20 lingue.

## Personaggi
Nel fumetto sono presenti alcuni personaggi ricorrenti, che spesso agiscono in modo irrazionale o assumono comportamenti inaspettati o contraddittori. Sono inoltre presenti numerosi supereroi il cui nome indica spesso la caratteristica del personaggio.

## Libri
Del fumetto sono stati realizzati tre libri pubblicati da It Books, una divisione di HarperCollins. I primi due volumi consistono in 120 strisce già pubblicate e 30 realizzate appositamente; il terzo volume, invece, presenta 40 strisce originali.
| Numero | Titolo                                                    | Pubblicazione   | Pagine | ISBN           |
| ------ | --------------------------------------------------------- | --------------- | ------ | -------------- |
| 1      | Cyanide & Happiness                                       | 19 gennaio 2010 | 160pp  | 978-0061914799 |
| 2      | Ice Cream & Sadness: More Comics from Cyanide & Happiness | 5 ottobre 2010  | 176pp  | 978-0062046222 |
| 3      | The Cyanide & Happiness Depressing Comic Book             | 1º gennaio 2012 | 89pp   | 978-1939355003 |